# تاموانکن

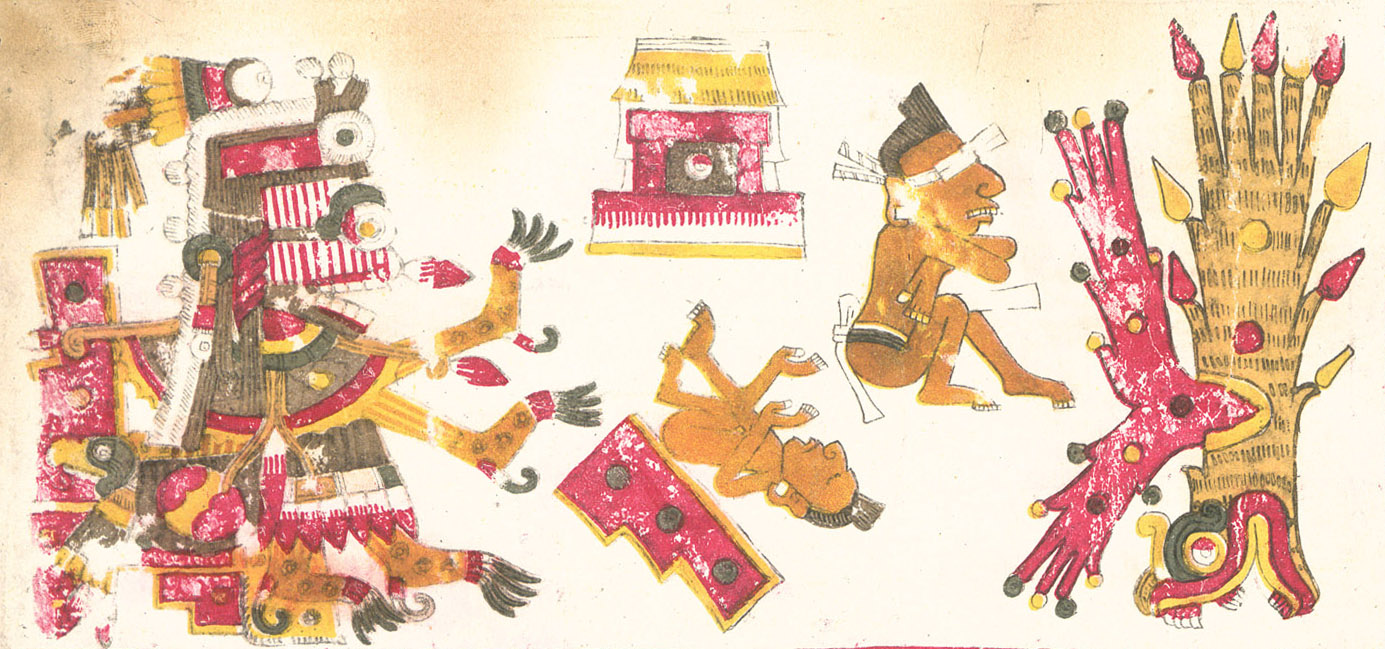
Tamoanchan-Itzpapalotl

تامواکن عنوان مکانی اسطوره‌ای با خاستگاه شناخته شده در فرهنگ‌های آمریکای میانه و منطقهٔ مرکزی مکزیک اواخر دوران پیشاکلاسیک. در روایت‌های اساطیری و اسطوره‌ها وایزدان خلقت مردمانی همچون آزتک‌ها، تامواکن با عنوان بهشت یا همان پردیس شناخته می‌گردید. اعتقاد بر این بود که تامواکن بهشتی است که خدایان از خون و استخوان انسان‌های زمینی قربانی‌شده و به سرقت رفته از دنیای مردگان میکتلان آفریده‌اند.